# Marion Welter
Marion Welter (Luxemburg, 1965) is een Luxemburgse zangeres.
In haar tienerjaren sloot Welter zich aan bij de muziekgroep Quo Vadis, waarmee zij de single Living/Dreams opnam. Ze studeerde zang aan het conservatorium in de stad Luxemburg en zingt zowel klassieke muziek als jazz en pop.
Ze vertegenwoordigde Luxemburg op het Eurovisiesongfestival 1992 in Malmö met het lied Sou fräi (een van de weinige keren dat Luxemburg in het Luxemburgs deelnam) en werd daarbij begeleid door een speciaal voor de gelegenheid onder de naam Kontinent samengestelde groep muzikanten, bestaande uit Ander Hirtt (zang), Rom Heck (basgitaar), Gordon Smith (gitaar), Patrick Hartert (keyboard) en Ab van Goor (drums). Welter eindigde als 21ste.
1956: Michèle Arnaud + Michèle Arnaud · 
1957: Danièle Dupré · 
1958: Solange Berry · 
1960: Camillo Felgen · 
1961: Jean-Claude Pascal · 
1962: Camillo Felgen · 
1963: Nana Mouskouri · 
1964: Hugues Aufray · 
1965: France Gall · 
1966: Michèle Torr · 
1967: Vicky Leandros · 
1968: Chris Baldo & Sophie Garel · 
1969: Romuald · 
1970: David Alexandre Winter · 
1971: Monique Melsen · 
1972: Vicky Leandros · 
1973: Anne-Marie David · 
1974: Ireen Sheer · 
1975: Geraldine · 
1976: Jürgen Marcus · 
1977: Anne-Marie Besse · 
1978: Baccara · 
1979: Jeane Manson · 
1980: Sophie & Magaly · 
1981: Jean-Claude Pascal · 
1982: Svetlana · 
1983: Corinne Hermès · 
1984: Sophie Carle · 
1985: Margo, Franck, Diane, Ireen, Malcolm & Chris · 
1986: Sherisse Laurence · 
1987: Plastic Bertrand · 
1988: Lara Fabian · 
1989: Park Café · 
1990: Céline Carzo · 
1991: Sarah Bray · 
1992: Marion Welter & Kontinent · 
1993: Modern Times · 
2024: Tali · 
2025: Laura Thorn
- Gemeinsame Normdatei: 138079617
- International Standard Name Identifier: 0000 0000 6023 4803
- Virtual International Authority File: 88146093
- WorldCat: E39PBJxhjvWMP77PF9mg8jVQv3